# Ha legközelebb látlak
A Ha legközelebb látlak egy eredetileg Kovács Kati által előadott dal. Az első magyar diszkódal.

## Alkotók
- Koncz Tibor – zene
- Szenes Iván – szöveg

## Eredeti előadók
- Kovács Kati – ének, vokál
- Stúdió 11
- a Magyar Rádió Vonós Tánczenekara
- Balassa P. Tamás – karmester

## Ősbemutató
Ősbemutatója 1976 szilveszterén volt, a Hilton Szálló avatásán, amit a Televízió élőben közvetített. A dal rögtön országosan kedvelt sláger lett, mely bő fél éven át szerepelt 1977-ben a slágerlistákon. A dalt minden bizonnyal a hasonló stílusú és hangulatú El Bimbo (magyar változatban Egy hamvas arcú kisgyerek) c. dal ihlette.

## Kiadások
- 1977 SPS 70 262 Kovács Kati: Ha legközelebb látlak / Indián nyár (SP)
- 1977 SLPX 17526 Kovács Kati: Csendszóró (LP A/1)
- 1986 SPLM 37030 Kovács Kati: Kívánságműsor (LP, MC B/3)
- 1990 HCD 37348 Kovács Kati: Szólj rám, ha hangosan énekelek (CD, 8)

## Feldolgozások
- 1998 Für Anikó
- 2000 Csonka András
- 2006 Fiesta
- 2006 Hegyi Barbara[1]
- 2007 Tóth Vera
- 2008 Dér Heni
- 2010 Takács Nikolas és Kovács Kati
- 2017 Keresztes Ildikó és Lingura Diána
- 2023 Schoblocher Barbara